# Brett J. Gilbert
Brett J. Gilbert ist ein britischer Materialwissenschaftler und Spieleautor.

## Biografie
Brett J. Gilbert studierte Materialwissenschaften und Metallurgie an der University of Cambridge und arbeitete danach im Bereich Design sowohl im Bildungswesen als auch im Online-Handel. Anfang der 2010er Jahre begann er, als Spieleautor Brettspiele zu entwickeln. Sein erstes veröffentlichtes Spiel Divinare wurde 2013 auf die Empfehlungsliste zum Spiel des Jahres aufgenommen und gewann den À-la-carte-Kartenspielpreis, das zusammen mit dem Australier Matthew Dunstan entwickelte Spiel Elysium wurde 2015 für das Kennerspiel des Jahres nominiert. Weitere Preise umfassen den Major Fun Award 2018 für Professor Evil and The Citadel of Time (ebenfalls mit Matthew Dunstan), den DuAli 2020 und den MinD-Spielepreis 2021 für Mandala sowie den Deutschen Spielzeugpreis 2022 für seine Team Edition für Das verrückte Labyrinth.
2013 gründete Gilbert Good Little Games, einen Verlag für kostenlose Spiele zum Ausdrucken, in den ab 2017 auch Matthew Dunstan einstieg.

## Ludographie
- 2012: Divinare (Asmodee)
- 2013: Karnickel (Lookout Games)
- 2015: Elysium (mit Matthew Dunstan, Space Cowboys)
- 2016: Brethren of the Coast (uplay.it edizioni)
- 2016: Costa Rica (mit Matthew Dunstan, Lookout Games)
- 2016: Fish Frenzy (Crash Games)
- 2016: Dice Heist (mit Trevor Benjamin, Alderac Entertainment Grupp (AEG))
- 2017: Pyramids (mit Matthew Dunstan, iello)
- 2017: Fantastic Park (ADC Blackfire Entertainment)
- 2017: Café Fatal (Zoch Verlag)
- 2017: Professor Evil and The Citadel of Time (mit Matthew Dunstan, Funforge)
- 2017: Scotland: The Board Game (Sophisticated Games)
- 2017: Beowulf Legends: Terror at Heorot (Need Games!)
- 2018: Roll for Adventure (mit Matthew Dunstan; Kosmos Spiele)
- 2018: Pocket Pharma (mit Chu-Lan Kao, Alley Cat Games)
- 2018  Rolling Bandits (mit Trevor Benjamin, Blue Orange Games)
- 2018: Raids (mit Matthew Dunstan, IELLO)
- 2018: City of Rome (mit Matthew Dunstan, Abacusspiele)
- 2018: Fussball Duell (mit Matthew Dunstan; Kosmos Spiele)
- 2018: Fairy Tile (mit Matthew Dunstan, iello)
- 2018: Professor Evil and the Citadel of Time: Professor Evil and the Architects of Magic (mit Matthew Dunstan, Funforge)
- 2019: Chocolate Factory (mit Matthew Dunstan, Alley Cat Games)
- 2019: Mandala (mit Trevor Benjamin, Lookout Games)
- 2019: High Risk (mit Trevor Benjamin, iello)
- 2019: Rubik's Match (University Games)
- 2019: Maya (mit Trevor Benjamin, White Goblin Games)
- 2019: Games from the Deep, Dark Wood (mit Tony Boydell und Andrew Harman, YAY Games)
- 2020: Piece of Pie (mit Trevor Benjamin, Blue Orange Games)
- 2021: Spy Connection (mit Matthew Dunstan, Pegasus)
- 2021: Nile Artefacts (mit Matthew Dunstan, Board Game Box)
- 2021: Great Plains (mit Trevor Benjamin, Lookout Games)
- 2021: NOM: Simon's Cat Card Game (Alley Cat Games)
- 2022: Vivid Memories (mit Matthew Dunstan, Floodgate Games)
- 2022: The Gardens (mit Matthew Dunstan, Grail Games)
- 2022: Dice Hospital – ER Emergency Roll (mit Matthew Dunstan, Alley Cat Games)
- 2022: Village Rails (mit Matthew Dunstan, Osprey Games)
- 2022: Die Gilde der Fahrenden Händler (mit Matthew Dunstan, Alderac Entertainment Grupp (AEG))
- 2023: Schnitzeljagd (mit Matthew Dunstan, Pegasus)
- 2023: Labyrinth: Team Edition (mit Max J. Kobbert, Ravensburger)
- 2023: Patterns (mit Trevor Benjamin, Lookout Games)
- 2024: Snack Rabbits (mit Trevor Benjamin, amigo)
- 2024: Flowers: A Mandala Game (mit Trevor Benjamin, Lookout Games)
- 2024: Die drei ??? Labyrinth: Team Edition (mit Max J. Kobbert, Ravensburger)